# Sin vergüenza
Sin vergüenza is een Spaanse film uit 2001, geregisseerd door Joaquín Oristrell.

## Verhaal
Een filmscript wordt aan Isabel gepresenteerd. Na het lezen beseft ze dat het gebaseerd is op een oude liefdesaffaire die ze had met filmregisseur Mario Fabra, de auteur van het script.

## Rolverdeling
| Acteur               | Personage |
| -------------------- | --------- |
| Verónica Forqué      | Isabel    |
| Daniel Giménez Cacho | Mario     |
| Candela Peña         | Cecilia   |
| Carmen Balagué       | Nacha     |
| Elvira Lindo         | Analista  |
| Jorge Sanz           | Alberto   |
| Rosa Maria Sardà     | Ronda     |
| Dani Martín          | Felipe    |
| Marta Etura          | Belén     |

## Ontvangst

### Prijzen en nominaties
Een selectie:
| Jaar | Evenement                      | Categorie                | Genomineerde                                                     | Resultaat   |
| ---- | ------------------------------ | ------------------------ | ---------------------------------------------------------------- | ----------- |
| 2002 | Premios Goya (16de uitreiking) | Beste vrouwelijke bijrol | Rosa Maria Sardà                                                 | Genomineerd |
| 2002 | Premios Goya (16de uitreiking) | Beste origineel scenario | Dominic Harari, Joaquín Oristrell, Teresa Pelegri, Cristina Rota | Genomineerd |